# Stauning Whisky
Stauning Whisky er et whiskydestilleri beliggende i Stauning ved Skjern i Vestjylland. Destilleriet er grundlagt i maj 2005 af ni danske whiskyentusiaster og er Danmarks ældste whiskydestilleri.[kilde mangler]

## Historie
Idéen var oprindeligt at skabe en whisky i stil med den røgede whisky der produceres på den skotske ø Islay, hvor produktionen skulle foregå lokalt efter traditionelle skotske metoder.
Den første destillering fandt sted i August 2006 og i de følgende måneder fortsatte produktionen. I efteråret 2006 smagte Jim Murray råsprit, og han udtalte sig positivt om produktet, som han  sammenlignede med Ardbeg fra 70'erne. I 2007 købte ejerne af Stauning en gård og flyttede destilleriet fra hjemmeslagteriet i Stauning by til den nuværende placering ca. 1,5 km syd for byen. I marts 2009 begyndte produktionen. Produktionen blev øget fra 200-400 liter om året, som oprindeligt var planlagt, til 6000-8000 liter whisky om året. I marts blev det første korn maltet og i april startede destilleringen på det nye destilleri for første gang.

Siden da har whiskyer fra Stauning Whisky modtaget priser i bl.a. Whisky Magazine Awards; den ene som den bedste europæiske rye whisky under syv år, den anden som den bedste europæiske single malt. Whiskyen er anmeldt i Jim Murrays Whisky Bible, hvor Peated 1st Edition fik 94 point (ud af 100). Efter Murrays skala er det svarende til: "Superstar whiskies that give us all a reason to live".

## Produktion
Stauning whisky køber kornet til produktionen lokalt. Malten tørres i en ovn hvor der kan fyres med tørv over 2-3 døgn. Den første destillering foregår i 1000-liters pot still, og herefter destilleres på en 600-liters pot still. Efter denne dobbeltdestillering, er alkoholprocenten 68-69%, som bliver fortyndet til 64%. Herefter lægges det på egetræsfade i minimum 3 år før det tappes som færdig whisky.
I årene fra 2009-2012 blev der produceret 6.000 liter råsprit om året. i løbet af 2012 blev produktionen mere end fordoblet til samlet at være ca. 15.000 liter om året. Fra 2009-2012 blev produktionen passet af én mand. I 2012 blev der ansat en mand mere til dette arbejde. I 2013 blev ansat en mand til at varetage administration og salg og i 2015 blev planen lagt for en udvidelse til en produktion på 90.000 liter.

## Produkter
22. marts 2011 frigav Stauning Whisky deres første flasker: "Stauning rye – First Impression". Rye kendes hovedsageligt fra USA og Canada og Staunings udgave er en af de første Rye produceret udenfor Nordamerika.[kilde mangler] Ca. 6 måneder senere kom anden udgave "Stauning Rye – Second Opinion" og tredje udgave "Stauning Rye – Third Solution" kom 22. juni 2012.
I august 2012 kom 4. udgave af Young Rye "Stauning Young Rye august 2012". Der blev tappet 650 flasker. I oktober 2012 kom 5. udgave, hvor der blev tappet ca. 2000 flasker. I juni 2013 kom 6. udgave, hvor der blev tappet 2500 flasker.  
30. juni 2012 blev den første single malt-whisky frigivet. Den er produceret i 2 udgaver, en røget og en ikke-røget, og der er produceret ca. 750 flasker af hver type. Denne whisky har ligget på 200-liters bourbonfade af egetræ på destilleriet i 3 år.
Restauranten Noma havde en overgang samtlige produkter fra Stauning Whisky.[kilde mangler]
28. april 2012 blev der lagt en 200-liters tønde med røget single malt til lagring på skibet Hvide Sande, der dagligt sejler ture ud fra Hvide Sande Havn. Skibet med tønden besøgte OL i London.
2. marts 2013 blev second edition af de to single malt typer frigivet. Både Peated og Traditional havde ligget på 200-liters bourbonfade. De er på 55%, og der blev tappet lige under 800 flasker af hver type. 
5. juli 2013 kom den første special edition fra Stauning Whisky. Det er 538 flasker peated sngle malt, der er finished på Oloroso-sherryfade, efter en lagring på bourbonfade. Derudover blev der tappet 640 flasker, der er har fået finish på Pedro Ximenez-sherryfade.
Siden har destilleriet relanceret en lang række nye udgaver af af både Young Rye, Traditional & Peated. Disse tre blev blandet og lanceret i oktober 2014 i en aftapning ved navn KAOS, inspireret af den tidligere socialdemokratiske statsminister Thorvald Stauning og hans berømte valgslogan: "Stauning eller Kaos".
I september 2015 blev en specialudgave lanceret under navnet Oak Oak. Denne aftapning er en "doublewood" udgave af Stauning Traditional whisky. Den har lagret på 2 forskellige fade. Først et ex. bourbon 1st fill fad og dernæst et virgin oak fad.